# Francisco Reis Ferreira
Francisco Reis Ferreira (Oliveira de Azeméis, 26 de marzo de 1997), conocido como Ferro, es un futbolista portugués que juega de defensa en el G. D. Estoril Praia de la Primeira Liga.

## Trayectoria
Formado en las categorías inferiores del S. L. Benfica, en 2016 hizo su debut profesional con el segundo equipo.
El 1 de febrero de 2019 ascendió al primer equipo del conjunto encarnado. Debutó seis días después en el partido de ida de las semifinales de la Copa de Portugal ante el Sporting C. P. tras reemplazar al lesionado Jardel.
En la temporada 2020-21 perdió protagonismo y en diciembre de 2020 se rumoreó con una posible salida al Valencia C. F. Un mes después se hizo oficial su marcha como cedido al conjunto valencianista hasta final de temporada. Un año después de su llegada a Valencia, el equipo lisboeta lo volvió a ceder, esta vez al H. N. K. Hajduk Split. Con este conjunto ganó la Copa de Croacia, marcando el gol del empate en la final ante el H. N. K. Rijeka. De cara al curso 2022-23 acumuló una nueva cesión, esta vez al S. B. V. Vitesse neerlandés. Esta se canceló el 15 de febrero y abandonó definitivamente el S. L. Benfica tras ser traspasado al H. N. K. Hajduk Split, equipo con el que firmó hasta junio de 2026 con opción a un año más.
El 8 de julio de 2024, después de rescindir su contrato y tras haber jugado únicamente siete partidos la temporada anterior, regresó a Portugal al fichar por el C. F. Estrela da Amadora hasta 2028. Sin embargo, después de una única campaña en la que participó en veinte encuentros, se marchó al G. D. Estoril Praia.

## Selección nacional
Internacional en categorías inferiores con Portugal, en septiembre de 2019 fue convocado por primera vez con la absoluta para los partidos de clasificación para la Eurocopa 2020 ante Serbia y Lituania debido a la baja por lesión de Pepe.

### Participaciones en Copas del Mundo
| Mundial                  | Sede          | Resultado        | Partidos | Goles |
| ------------------------ | ------------- | ---------------- | -------- | ----- |
| Copa Mundial sub-20 2017 | Corea del Sur | Cuartos de final | 2        | 0     |

### Participaciones en Eurocopas
| Copa                | Sede     | Resultado   | Partidos | Goles |
| ------------------- | -------- | ----------- | -------- | ----- |
| Europeo sub-17 2014 | Malta    | Semifinales | 4        | 0     |
| Europeo sub-19 2016 | Alemania | Semifinales | 4        | 0     |

## Clubes
| Club                           | País         | Año       |
| ------------------------------ | ------------ | --------- |
| S. L. Benfica "B"              | Portugal     | 2016-2019 |
| S. L. Benfica                  | Portugal     | 2019-2023 |
| Valencia C. F. (cedido)        | España       | 2021      |
| H. N. K. Hajduk Split (cedido) | Croacia      | 2022      |
| S. B. V. Vitesse (cedido)      | Países Bajos | 2022-2023 |
| H. N. K. Hajduk Split          | Croacia      | 2023-2024 |
| C. F. Estrela da Amadora       | Portugal     | 2024-2025 |
| G. D. Estoril Praia            | Portugal     | 2025-     |

## Palmarés

### Títulos nacionales
| Título                | Club                  | País     | Año  |
| --------------------- | --------------------- | -------- | ---- |
| Primeira Liga         | S. L. Benfica         | Portugal | 2019 |
| Supercopa de Portugal | S. L. Benfica         | Portugal | 2019 |
| Copa de Croacia       | H. N. K. Hajduk Split | Croacia  | 2022 |
| Copa de Croacia       | H. N. K. Hajduk Split | Croacia  | 2023 |